# Гузар-Струк Данило Євстахійович
Дани́ло Гу́сар-Струк, інколи Гузар-Струк (5 квітня 1940, Львів — 19 червня 1999, Мюнхен (похований в Торонто (Канада) — український поет, критик, літературознавець, редактор англомовної енциклопедії України («Encyclopedia of Ukraine»). Чільний діяч НТШ в Європі. Закордонний член НАН України. Член Об'єднання українських письменників «Слово».

## Біографія
Навчався в Гарвардському (США), Альбертському (Канада) університетах.
В 1970 році отримав звання доктора філософії Торонтського університету, захистив дисертацію про В. Стефаника. Викладав у Альбертському (1964—1965), потім Торонтському університетах (з 1971 р.). З 1982 — відповідальний редактор англомовної «Encyclopedia of Ukraine» (з 1989 — головний редактор). Англомовна «ЕУ» створювалася працівниками торонтського відділення Канадського інституту українських студій (КІУС) у співпраці з професором В. Кубійовичем, Науковим товариством імені Шевченка (НТШ) за фінансової підтримки Канадського інституту українських студій (КІУС), Канадської фундації українських студій та урядів Канади й провінцій Манітоби, Саскачевану й Британської Колумбії. П'ятитомник побачив світ у 1984—1993 роках у видавництві Торонтського університету.
З 1982 професор Данило Струк був директором Торонтського відділення КІУС. У 1997—1999 — президент Наукового Товариства ім. Шевченка в Західній Європі.
Помер 19 червня 1999 р. у Мюнхені (Німеччина).
Данило Струк був не тільки видатною, розумною, а й доброю людиною. Цей відомий літературознавець сформулював деякі поради та підходи до розуміння герметичних творів поетки у своїй статті «Як читати поезії Емми Андієвської». Данило Гусар-Струк відзначає три ключі до розуміння поезії Андієвської: перспектива, назва вірша та світ сну. Автор поетичних збірок «Ґамма сіґма» (1963), літературознавчих праць «Студія про Василя Стефаника» (1973).
Історія життя Данила Струка важка та тривожна. Особливо у дитячі роки. З дитинства він був обдарований безмежною цікавістю та багатогранністю. В школі завжди був першим та найздібнішим.
Нащадки Данила Гусара-Струка на сьогодні проживають на території України та Канади (2 сини i 1 дочка з родинами). Його сестра — відома канадська художниця Наталка Гузар.

## Окремі видання
- Струк Д. Ґамма сіґма. — Вінніпег, 1963. — 40 с.

## Статті та есеї[1]
- Максим Рильський як неокласик (1965)
- Винниченкова моральна лабораторія (1980)
- Як читати поезії Емми Андієвської (1981)
- The Journal Svit: A Barometer of Modernism (1991)